# Paul Villepigue
Paul Fabian Villepigue, Jr. (Ottawa (Kansas), 12 juli 1919 - 1953) was een Amerikaanse jazz-componist en arrangeur. Zijn bekendste compositie is "Lonely Street" (1947)". Een belangrijke invloedsbron voor Villepigue was de muziek van Duke Ellington.
Villepigue speelde als kind ukelele, toen hij tien was ging hij klarinet spelen. Op zijn dertiende schreef hij zijn eerste arrangementen, voor een revue op school. Hij speelde klarinet in een band tijdens zijn college-tijd. Eind jaren dertig was hij actief in de territory-bands van Allyn Cassel en (als arrangeur) Jerry Pettit. Rond 1941 speelde hij in Chicago klarinet en baritonsaxofoon in het orkest van Ike Ragon, waarvoor hij tevens arrangeerde. Tevens schreef hij voor Boyd Raeburn en het orkest van Chico Marx, dat feitelijk geleid werd door Ben Pollack. Tijdens zijn dienst in het leger, in de periode 1943-1946, speelde hij in verschillende legerbands en gaf hij les in arrangement. Na zijn diensttijd woonde hij met zijn gezin enige tijd in New York, waar hij voor Johnny Bothwell arrangeerde (1946). Hierna verhuisde hij naar de westkust, naar Los Angeles. Hij arrangeerde voor onder meer Herb Jeffries, Paul Nero (1946), Ike Carpenter (1947), Charlie Barnet (onder andere "Lonely Street", een nummer dat is voortgekomen uit Billy Strayhorn's "Daydream"), Mel Tormé, Harry James (1949-1950), de swingband van Bob Keane (1951,1954) en Maynard Ferguson (1950) (waarvoor hij o.a. "Love Locked Out" arrangeerde). Tevens gaf hij hier les aan Westlake College of Music.
Villepigue maakte in 1953 een einde aan zijn leven.

## Bron
- Website gewijd aan Paul Villepigue

- International Standard Name Identifier: 0000 0001 1389 9818
- Library of Congress Control Number: no2011012687
- MusicBrainz: b6ed6527-20fa-49c4-8942-689adabef01c
- Virtual International Authority File: 166539003
- WorldCat: E39PBJgXgGbbYHcqyc9mw6v4MP